# Primeira Divisão (Guinea-Bissau)
La Primeira Divisão, ufficialmente Campeonato Nacional da Primeira Divisão, è il massimo torneo calcistico della Guinea-Bissau, organizzato dal 1975 dalla Federazione calcistica della Guinea-Bissau (FFGB).

## Squadre 2022-2023

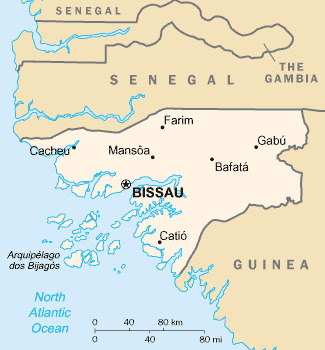
Guinea-Bisáu.

- SC de Bafatá
- Sporting Bissau
- Sport Portos de Bissau
- Benfica de Bissau
- Pelundo
- Sonaco
- União Bissau
- Canchungo
- Flamengo de Pefine
- Cuntum
- Bissorã
- Os Balantas
- Binar
- Tigres de Fronteira
- Massaf
- Gabú

## Albo d'oro
- 1975:  Os Balantas
- 1976:  União Bissau
- 1977:  Benfica de Bissau
- 1978:  Benfica de Bissau
- 1979: sconosciuto
- 1980:  Benfica de Bissau
- 1981:  Benfica de Bissau
- 1982:  Benfica de Bissau
- 1983:  Sporting Bissau
- 1984:  Sporting Bissau
- 1985:  União Bissau
- 1986:  Sporting Bissau
- 1987:  SC de Bafatá
- 1988:  Benfica de Bissau
- 1989:  Benfica de Bissau
- 1990:  Benfica de Bissau
- 1991:  Sporting Bissau
- 1992:  Sporting Bissau
- 1993:  Sport Portos de Bissau
- 1994:  Sporting Bissau
- 1995: non disputato
- 1996:  Mansabá
- 1997:  Sporting Bissau
- 1998:  Sporting Bissau
- 1999: Non disputato
- 2000:  Sporting Bissau
- 2001: non disputato
- 2002:  Sporting Bissau
- 2003:  União Bissau
- 2004:  Sporting Bissau
- 2005:  Sporting Bissau
- 2006:  Os Balantas
- 2007:  Sporting Bissau
- 2008:  SC de Bafatá
- 2009:  Os Balantas
- 2010:  Sporting Bissau
- 2011:  Bissorã
- 2012 : non disputato per problemi finanziari
- 2013 :  Os Balantas
- 2014 :  Nuno Tristão
- 2015 :  Benfica de Bissau
- 2016 : sospeso per problemi finanziari
- 2016-2017 :  Benfica de Bissau
- 2017-2018 :  Benfica de Bissau
- 2018-2019 :  União Bissau
- 2019-2020 : sospeso[1]
- 2020-2021 :  Sporting Bissau
- 2021-2022 :  Benfica de Bissau
- 2022-2023 :  Canchungo
- 2023-2024 :  Benfica de Bissau
- 2024-2025 :  Benfica de Bissau

## Vittorie per squadra
| Squadra                | Città     | Vittorie | Anni                                                                                     |
| ---------------------- | --------- | -------- | ---------------------------------------------------------------------------------------- |
| Sporting Bissau        | Bissau    | 15       | 1983, 1984, 1986, 1991, 1992, 1994, 1997, 1998, 2000, 2002, 2004, 2005, 2007, 2010, 2021 |
| Benfica de Bissau      | Bissau    | 14       | 1977, 1978, 1980, 1981, 1982, 1988, 1989, 1990, 2015, 2017, 2018, 2022, 2024, 2025       |
| Os Balantas            | Mansôa    | 4        | 1975, 2006, 2009, 2013                                                                   |
| União Bissau           | Bissau    | 4        | 1976, 1985, 2003, 2019                                                                   |
| SC de Bafatá           | Bafatá    | 2        | 1987, 2008                                                                               |
| Sport Portos de Bissau | Bissau    | 1        | 1993                                                                                     |
| Mansabá                | Mansabá   | 1        | 1996                                                                                     |
| Bissorã                | Bissorã   | 1        | 2011                                                                                     |
| Nuno Tristão           | Bula      | 1        | 2014                                                                                     |
| Canchungo              | Canchungo | 1        | 2023                                                                                     |